# NFL Draft 2013

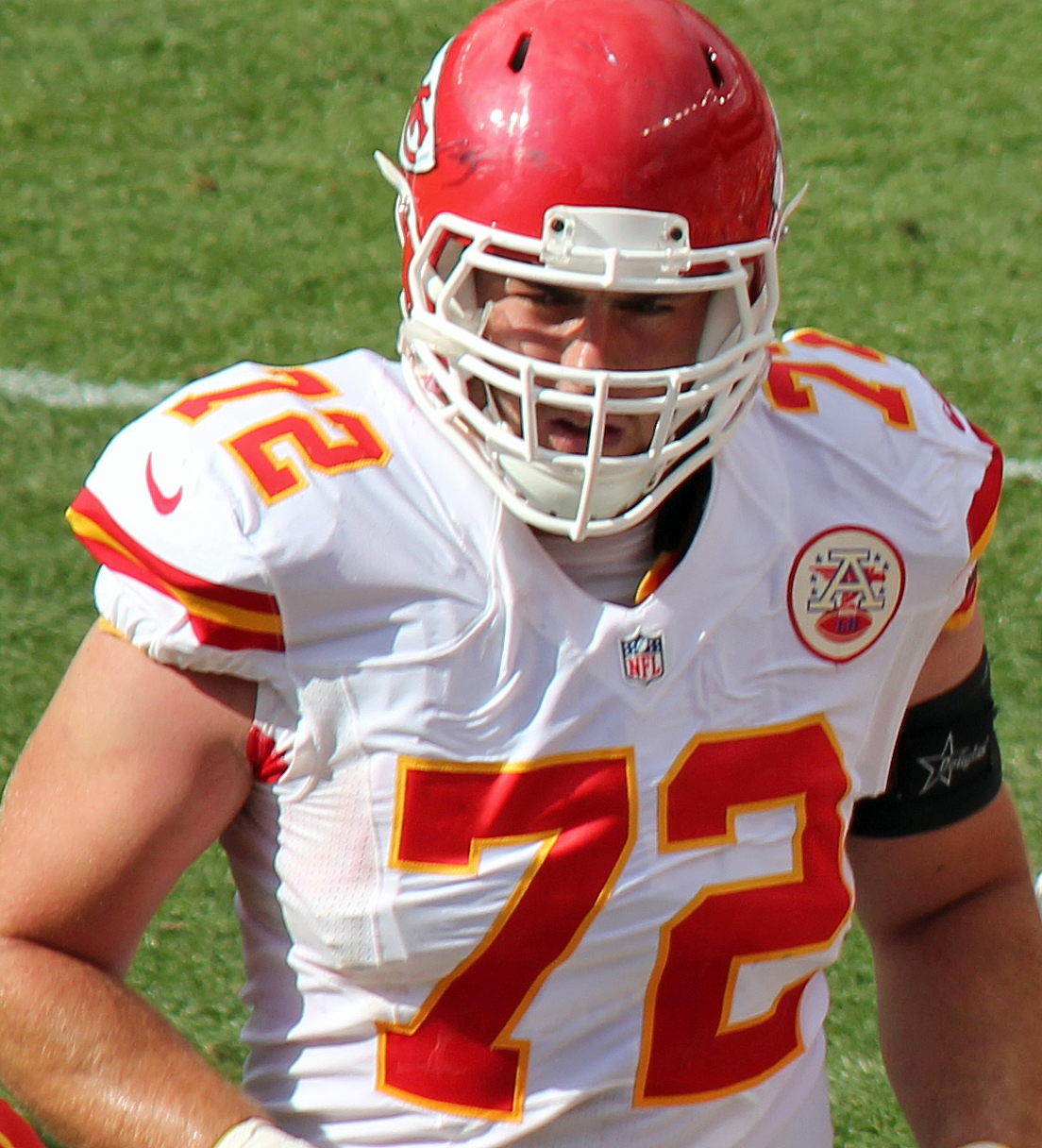
Erster Pick 2013: Offensive Tackle Eric Fisher

Der NFL Draft 2013 war der 78. Auswahlprozess neuer Spieler (Draft) im American Football für die Saison 2013 der National Football League (NFL). Der Draft fand vom 25. bis 27. April 2013 in der Radio City Music Hall in New York City statt.
Die Kansas City Chiefs eröffneten den Draft mit der Auswahl von Offensive Tackle Eric Fisher, der damit der sechste Offensive Lineman seit dem ersten gemeinsamen Draft 1967 ist, der als Gesamterster ausgewählt wurde. Mr. Irrelevant, der letzte im Draft ausgewählte Spieler, wurde Tight End Justice Cunningham, der von den Indianapolis Colts gepickt wurde.

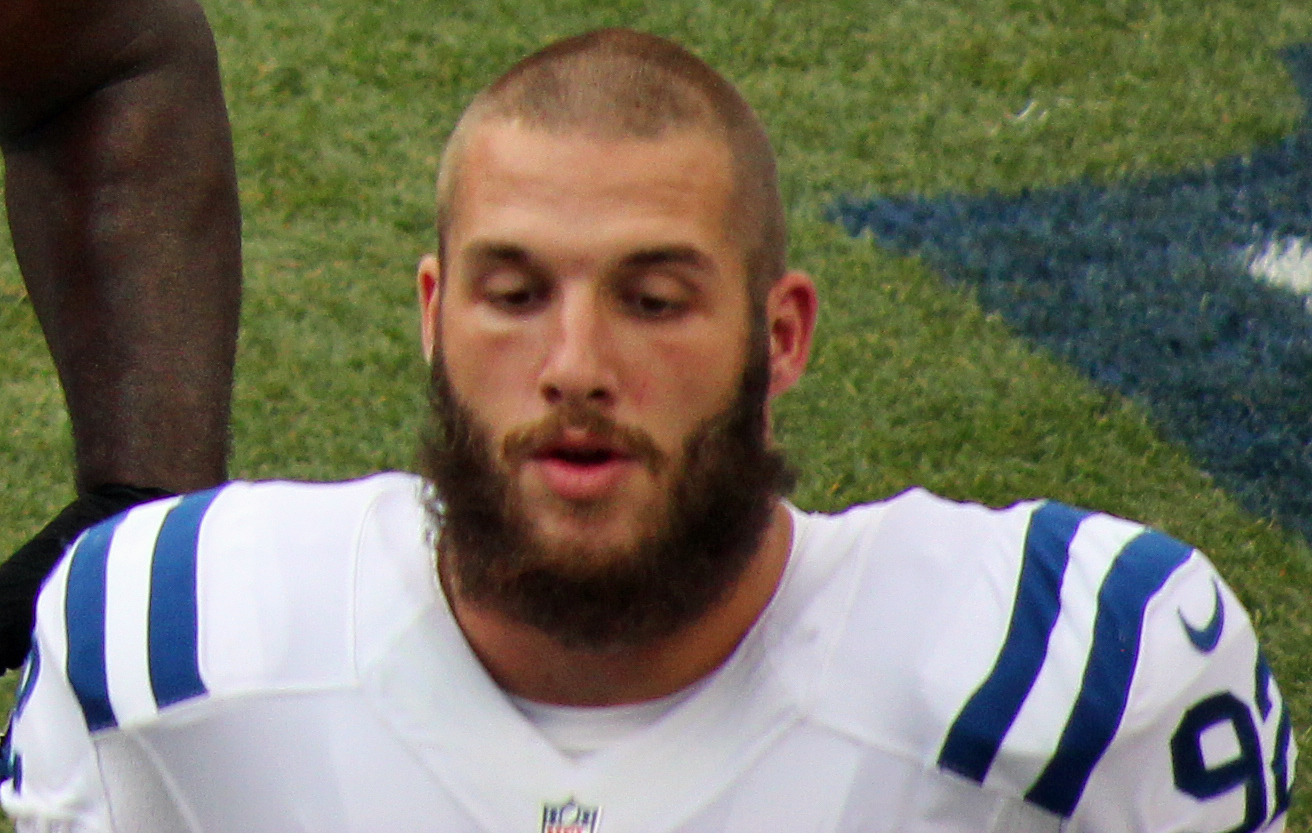
Runde 1, Pick 24: Defensive End Björn Werner aus Deutschland

Mit insgesamt elf ausgewählten Spielern, die nicht aus den Vereinigten Staaten stammen, wurde der vorjährige Draft überboten. Zu diesen zählen unter anderem Björn Werner aus Deutschland, der von den Indianapolis Colts in der ersten Runde ausgewählt wurde, sowie die beiden Super-Bowl-Sieger Jesse Williams aus Australien (5. Runde, Seattle Seahawks) und Luke Willson aus Kanada (5. Runde, Seattle Seahawks).

## Reihenfolge
Springe zu Runde: 2 | 3 | 4 | 5 | 6 | 7
| Runde | Auswahl | Team                 | Spieler               | Position             | College                | Conference           | Bemerkungen                                                     |
| ----- | ------- | -------------------- | --------------------- | -------------------- | ---------------------- | -------------------- | --------------------------------------------------------------- |
| 1     | 1       | Kansas City Chiefs   | Eric Fisher           | OT                   | Central Michigan       | MAC                  |                                                                 |
| 1     | 2       | Jacksonville Jaguars | Luke Joeckel          | OT                   | Texas A&M              | SEC                  |                                                                 |
| 1     | 3       | Miami Dolphins       | Dion Jordan           | DE                   | Oregon                 | Pac-12               | Pick von den Raiders erhalten                                   |
| 1     | 4       | Philadelphia Eagles  | Lane Johnson          | OT                   | Oklahoma               | Big 12               |                                                                 |
| 1     | 5       | Detroit Lions        | Ezekiel Ansah         | DE                   | BYU                    | Ind. (FBS)           |                                                                 |
| 1     | 6       | Cleveland Browns     | Barkevious Mingo      | DE                   | LSU                    | SEC                  |                                                                 |
| 1     | 7       | Arizona Cardinals    | Jonathan Cooper       | OG                   | North Carolina         | ACC                  |                                                                 |
| 1     | 8       | St. Louis Rams       | Tavon Austin          | WR                   | West Virginia          | Big 12               | Pick von den Bills erhalten                                     |
| 1     | 9       | New York Jets        | Dee Milliner          | CB                   | Alabama                | SEC                  |                                                                 |
| 1     | 10      | Tennessee Titans     | Chance Warmack        | OG                   | Alabama                | SEC                  |                                                                 |
| 1     | 11      | San Diego Chargers   | D. J. Fluker          | OT                   | Alabama                | SEC                  |                                                                 |
| 1     | 12      | Oakland Raiders      | D. J. Hayden          | CB                   | Houston                | C-USA                | Pick von den Dolphins erhalten                                  |
| 1     | 13      | New York Jets        | Sheldon Richardson    | DT                   | Missouri               | SEC                  | Pick von den Buccaneers erhalten                                |
| 1     | 14      | Carolina Panthers    | Star Lotulelei        | DT                   | Utah                   | Pac-12               |                                                                 |
| 1     | 15      | New Orleans Saints   | Kenny Vaccaro         | S                    | Texas                  | Big 12               |                                                                 |
| 1     | 16      | Buffalo Bills        | EJ Manuel             | QB                   | Florida State          | ACC                  | Pick von den Rams erhalten                                      |
| 1     | 17      | Pittsburgh Steelers  | Jarvis Jones          | LB                   | Georgia                | SEC                  |                                                                 |
| 1     | 18      | San Francisco 49ers  | Eric Reid             | S                    | LSU                    | SEC                  | Pick von den Cowboys erhalten                                   |
| 1     | 19      | New York Giants      | Justin Pugh           | OT                   | Syracuse               | Big East             |                                                                 |
| 1     | 20      | Chicago Bears        | Kyle Long             | OG                   | Oregon                 | Pac-12               |                                                                 |
| 1     | 21      | Cincinnati Bengals   | Tyler Eifert          | TE                   | Notre Dame             | Ind. (FBS)           |                                                                 |
| 1     | 22      | Atlanta Falcons      | Desmond Trufant       | CB                   | Washington             | Pac-12               | Pick von den Redskins via Rams erhalten                         |
| 1     | 23      | Minnesota Vikings    | Sharrif Floyd         | DT                   | Florida                | SEC                  |                                                                 |
| 1     | 24      | Indianapolis Colts   | Björn Werner          | DE                   | Florida State          | ACC                  |                                                                 |
| 1     | 25      | Minnesota Vikings    | Xavier Rhodes         | CB                   | Florida State          | ACC                  | Pick von den Seahawks erhalten                                  |
| 1     | 26      | Green Bay Packers    | Datone Jones          | DE                   | UCLA                   | Pac-12               |                                                                 |
| 1     | 27      | Houston Texans       | DeAndre Hopkins       | WR                   | Clemson                | ACC                  |                                                                 |
| 1     | 28      | Denver Broncos       | Sylvester Williams    | DT                   | North Carolina         | ACC                  |                                                                 |
| 1     | 29      | Minnesota Vikings    | Cordarrelle Patterson | RB                   | Tennessee              | SEC                  | Pick von den Patriots erhalten                                  |
| 1     | 30      | St. Louis Rams       | Alec Ogletree         | LB                   | Georgia                | SEC                  | Pick von den Falcons erhalten                                   |
| 1     | 31      | Dallas Cowboys       | Travis Frederick      | C                    | Wisconsin              | Big Ten              | Pick von den 49ers erhalten                                     |
| 1     | 32      | Baltimore Ravens     | Matt Elam             | S                    | Florida                | SEC                  |                                                                 |
| 2     | 33      | Jacksonville Jaguars | Johnathan Cyprien     | S                    | FIU                    | Sun Belt             |                                                                 |
| 2     | 34      | Tennessee Titans     | Justin Hunter         | WR                   | Tennessee              | SEC                  | Pick von den Chiefs via 49ers erhalten                          |
| 2     | 35      | Philadelphia Eagles  | Zach Ertz             | TE                   | Stanford               | Pac-12               |                                                                 |
| 2     | 36      | Detroit Lions        | Darius Slay           | CB                   | Mississippi State      | SEC                  |                                                                 |
| 2     | 37      | Cincinnati Bengals   | Giovani Bernard       | RB                   | North Carolina         | ACC                  | Pick von den Raiders erhalten                                   |
| 2     | 38      | San Diego Chargers   | Manti Teʻo            | LB                   | Notre Dame             | Ind. (FBS)           | Pick von den Cardinals erhalten                                 |
| 2     | –       | Cleveland Browns     | Draft-Pick aberkannt  | Draft-Pick aberkannt | Draft-Pick aberkannt   | Draft-Pick aberkannt | Draft-Pick aberkannt                                            |
| 2     | 39      | New York Jets        | Geno Smith            | QB                   | West Virginia          | Big 12               |                                                                 |
| 2     | 40      | San Francisco 49ers  | Tank Carradine        | DE                   | Florida State          | ACC                  | Pick von den Titans erhalten                                    |
| 2     | 41      | Buffalo Bills        | Robert Woods          | WR                   | USC                    | Pac-12               |                                                                 |
| 2     | 42      | Oakland Raiders      | Menelik Watson        | OT                   | Florida State          | ACC                  | Pick von den Dolphins erhalten                                  |
| 2     | 43      | Tampa Bay Buccaneers | Johnthan Banks        | CB                   | Mississippi State      | SEC                  |                                                                 |
| 2     | 44      | Carolina Panthers    | Kawann Short          | DT                   | Purdue                 | Big Ten              |                                                                 |
| 2     | –       | New Orleans Saints   | Draft-Pick aberkannt  | Draft-Pick aberkannt | Draft-Pick aberkannt   | Draft-Pick aberkannt | Draft-Pick aberkannt                                            |
| 2     | 45      | Arizona Cardinals    | Kevin Minter          | LB                   | LSU                    | SEC                  | Pick von den Chargers erhalten                                  |
| 2     | 46      | Buffalo Bills        | Kiko Alonso           | LB                   | Oregon                 | Pac-12               | Pick von den Rams erhalten                                      |
| 2     | 47      | Dallas Cowboys       | Gavin Escobar         | TE                   | San Diego State        | MW                   |                                                                 |
| 2     | 48      | Pittsburgh Steelers  | Le’Veon Bell          | RB                   | Michigan State         | Big Ten              |                                                                 |
| 2     | 49      | New York Giants      | Johnathan Hankins     | DT                   | Ohio State             | Big Ten              |                                                                 |
| 2     | 50      | Chicago Bears        | Jonathan Bostic       | LB                   | Florida                | SEC                  |                                                                 |
| 2     | 51      | Washington Redskins  | David Amerson         | CB                   | N.C. State             | ACC                  |                                                                 |
| 2     | 52      | New England Patriots | Jamie Collins         | LB                   | Southern Miss          | C-USA                | Pick von den Vikings erhalten                                   |
| 2     | 53      | Cincinnati Bengals   | Margus Hunt           | DE                   | SMU                    | C-USA                |                                                                 |
| 2     | 54      | Miami Dolphins       | Jamar Taylor          | CB                   | Boise State            | MW                   | Pick von den Colts erhalten                                     |
| 2     | 55      | San Francisco 49ers  | Vance McDonald        | TE                   | Rice                   | C-USA                | Pick von den Packers erhalten                                   |
| 2     | 56      | Baltimore Ravens     | Arthur Brown          | LB                   | Kansas State           | Big 12               | Pick von den Seahawks erhalten                                  |
| 2     | 57      | Houston Texans       | D. J. Swearinger      | S                    | South Carolina         | SEC                  |                                                                 |
| 2     | 58      | Denver Broncos       | Montee Ball           | RB                   | Wisconsin              | Big Ten              |                                                                 |
| 2     | 59      | New England Patriots | Aaron Dobson          | WR                   | Marshall               | C-USA                |                                                                 |
| 2     | 60      | Atlanta Falcons      | Robert Alford         | CB                   | Southeastern Louisiana | Southland            |                                                                 |
| 2     | 61      | Green Bay Packers    | Eddie Lacy            | RB                   | Alabama                | SEC                  | Pick von den 49ers erhalten                                     |
| 2     | 62      | Seattle Seahawks     | Christine Michael     | RB                   | Texas A&M              | SEC                  | Pick von den Ravens erhalten                                    |
| 3     | 63      | Kansas City Chiefs   | Travis Kelce          | TE                   | Cincinnati             | Big East             |                                                                 |
| 3     | 64      | Jacksonville Jaguars | Dwayne Gratz          | CB                   | Connecticut            | Big East             |                                                                 |
| 3     | 65      | Detroit Lions        | Larry Warford         | OG                   | Kentucky               | SEC                  |                                                                 |
| 3     | 66      | Oakland Raiders      | Sio Moore             | LB                   | Connecticut            | Big East             |                                                                 |
| 3     | 67      | Philadelphia Eagles  | Bennie Logan          | DT                   | LSU                    | SEC                  |                                                                 |
| 3     | 68      | Cleveland Browns     | Leon McFadden         | CB                   | San Diego State        | MW                   |                                                                 |
| 3     | 69      | Arizona Cardinals    | Tyrann Mathieu        | CB                   | LSU                    | SEC                  |                                                                 |
| 3     | 70      | Tennessee Titans     | Blidi Wreh-Wilson     | CB                   | Connecticut            | Big East             |                                                                 |
| 3     | 71      | St. Louis Rams       | T. J. McDonald        | S                    | USC                    | Pac-12               | Pick von den Bills erhalten                                     |
| 3     | 72      | New York Jets        | Brian Winters         | OG                   | Kent State             | MAC                  |                                                                 |
| 3     | 73      | Tampa Bay Buccaneers | Mike Glennon          | QB                   | N.C. State             | ACC                  |                                                                 |
| 3     | 74      | Dallas Cowboys       | Terrance Williams     | WR                   | Baylor                 | Big 12               | Pick von den Panthers via 49ers erhalten                        |
| 3     | 75      | New Orleans Saints   | Terron Armstead       | OT                   | Arkansas–Pine Bluff    | SWAC                 |                                                                 |
| 3     | 76      | San Diego Chargers   | Keenan Allen          | WR                   | California             | Pac-12               |                                                                 |
| 3     | 77      | Miami Dolphins       | Dallas Thomas         | OG                   | Tennessee              | SEC                  |                                                                 |
| 3     | 78      | Buffalo Bills        | Marquise Goodwin      | WR                   | Texas                  | Big 12               | Pick von den Rams erhalten                                      |
| 3     | 79      | Pittsburgh Steelers  | Markus Wheaton        | WR                   | Oregon State           | Pac-12               |                                                                 |
| 3     | 80      | Dallas Cowboys       | J. J. Wilcox          | S                    | Georgia Southern       | SoCon                |                                                                 |
| 3     | 81      | New York Giants      | Damontre Moore        | DE                   | Texas A&M              | SEC                  |                                                                 |
| 3     | 82      | New Orleans Saints   | John Jenkins          | DT                   | Georgia                | SEC                  | Pick von den Bears via Dolphins erhalten                        |
| 3     | 83      | New England Patriots | Logan Ryan            | CB                   | Rutgers                | Big East             | Pick von den Vikings erhalten                                   |
| 3     | 84      | Cincinnati Bengals   | Shawn Williams        | S                    | Georgia                | SEC                  |                                                                 |
| 3     | 85      | Washington Redskins  | Jordan Reed           | TE                   | Florida                | SEC                  |                                                                 |
| 3     | 86      | Indianapolis Colts   | Hugh Thornton         | OG                   | Illinois               | Big Ten              |                                                                 |
| 3     | 87      | Seattle Seahawks     | Jordan Hill           | DT                   | Penn State             | Big Ten              |                                                                 |
| 3     | 88      | San Francisco 49ers  | Corey Lemonier        | DE                   | Auburn                 | SEC                  | Pick von den Packers erhalten                                   |
| 3     | 89      | Houston Texans       | Brennan Williams      | OT                   | North Carolina         | ACC                  |                                                                 |
| 3     | 90      | Denver Broncos       | Kayvon Webster        | CB                   | South Florida          | Big East             |                                                                 |
| 3     | 91      | New England Patriots | Duron Harmon          | S                    | Rutgers                | Big East             |                                                                 |
| 3     | 92      | St. Louis Rams       | Stedman Bailey        | WR                   | West Virginia          | Big 12               | Pick von den Falcons erhalten                                   |
| 3     | 93      | Miami Dolphins       | Will Davis            | CB                   | Utah State             | WAC                  | Pick von den 49ers via Packers erhalten                         |
| 3     | 94      | Baltimore Ravens     | Brandon Williams      | DT                   | Missouri Southern      | MIAA                 |                                                                 |
| 3*    | 95      | Houston Texans       | Sam Montgomery        | DE                   | LSU                    | SEC                  | Compensatory Pick                                               |
| 3*    | 96      | Kansas City Chiefs   | Knile Davis           | RB                   | Arkansas               | SEC                  | Compensatory Pick                                               |
| 3*    | 97      | Tennessee Titans     | Zaviar Gooden         | LB                   | Missouri               | SEC                  | Compensatory Pick                                               |
| 4     | 98      | Philadelphia Eagles  | Matt Barkley          | QB                   | USC                    | Pac-12               | Pick von den Jaguars erhalten                                   |
| 4     | 99      | Kansas City Chiefs   | Nico Johnson          | LB                   | Alabama                | SEC                  |                                                                 |
| 4     | 100     | Tampa Bay Buccaneers | Akeem Spence          | DT                   | Illinois               | Big Ten              | Pick von den Raiders erhalten                                   |
| 4     | 101     | Jacksonville Jaguars | Ace Sanders           | WR                   | South Carolina         | SEC                  | Pick von den Eagles erhalten                                    |
| 4     | 102     | New England Patriots | Josh Boyce            | WR                   | TCU                    | Big 12               | Pick von den Lions via Vikings erhalten                         |
| 4     | 103     | Arizona Cardinals    | Alex Okafor           | DE                   | Texas                  | Big 12               |                                                                 |
| 4     | 104     | Miami Dolphins       | Jelani Jenkins        | LB                   | Florida                | SEC                  | Pick von den Browns erhalten                                    |
| 4     | 105     | Buffalo Bills        | Duke Williams         | S                    | Nevada                 | MW                   |                                                                 |
| 4     | 106     | Miami Dolphins       | Dion Sims             | TE                   | Michigan State         | Big Ten              | Pick von den Jets via Saints erhalten                           |
| 4     | 107     | Tennessee Titans     | Brian Schwenke        | C                    | California             | Pac-12               |                                                                 |
| 4     | 108     | Carolina Panthers    | Edmund Kugbila        | OG                   | Valdosta State         | Gulf South           |                                                                 |
| 4     | 109     | Green Bay Packers    | David Bakhtiari       | OT                   | Colorado               | Pac-12               | Pick von den Saints via Dolphins erhalten                       |
| 4     | 110     | New York Giants      | Ryan Nassib           | QB                   | Syracuse               | Big East             | Pick von den Chargers via Cardinals erhalten                    |
| 4     | 111     | Pittsburgh Steelers  | Shamarko Thomas       | S                    | Syracuse               | Big East             | Pick von den Dolphins via Browns erhalten                       |
| 4     | 112     | Oakland Raiders      | Tyler Wilson          | QB                   | Arkansas               | SEC                  | Pick von den Buccaneers erhalten                                |
| 4     | 113     | St. Louis Rams       | Barrett Jones         | OG                   | Alabama                | SEC                  |                                                                 |
| 4     | 114     | Dallas Cowboys       | B. W. Webb            | CB                   | William & Mary         | CAA                  |                                                                 |
| 4     | 115     | Pittsburgh Steelers  | Landry Jones          | QB                   | Oklahoma               | Big 12               |                                                                 |
| 4     | 116     | Arizona Cardinals    | Earl Watford          | OG                   | James Madison          | CAA                  | Pick von den Giants erhalten                                    |
| 4     | 117     | Chicago Bears        | Khaseem Greene        | LB                   | Rutgers                | Big East             |                                                                 |
| 4     | 118     | Cincinnati Bengals   | Sean Porter           | LB                   | Texas A&M              | SEC                  |                                                                 |
| 4     | 119     | Washington Redskins  | Phillip Thomas        | S                    | Fresno State           | MW                   |                                                                 |
| 4     | 120     | Minnesota Vikings    | Gerald Hodges         | LB                   | Penn State             | Big Ten              |                                                                 |
| 4     | 121     | Indianapolis Colts   | Khaled Holmes         | C                    | USC                    | Pac-12               |                                                                 |
| 4     | 122     | Green Bay Packers    | J. C. Tretter         | OT                   | Cornell                | Ivy                  |                                                                 |
| 4     | 123     | Seattle Seahawks     | Chris Harper          | WR                   | Kansas State           | Big 12               |                                                                 |
| 4     | 124     | Houston Texans       | Trevardo Williams     | DE                   | Connecticut            | Big East             |                                                                 |
| 4     | 125     | Green Bay Packers    | Johnathan Franklin    | RB                   | UCLA                   | Pac-12               | Pick von den Broncos erhalten                                   |
| 4     | 126     | Tampa Bay Buccaneers | William Gholston      | DE                   | Michigan State         | Big Ten              | Pick von den Patriots erhalten                                  |
| 4     | 127     | Atlanta Falcons      | Malliciah Goodman     | DE                   | Clemson                | ACC                  |                                                                 |
| 4     | 128     | San Francisco 49ers  | Quinton Patton        | WR                   | Louisiana Tech         | WAC                  |                                                                 |
| 4     | 129     | Baltimore Ravens     | John Simon            | DE                   | Ohio State             | Big Ten              |                                                                 |
| 4*    | 130     | Baltimore Ravens     | Kyle Juszczyk         | FB                   | Harvard                | Ivy                  | Compensatory Pick                                               |
| 4*    | 131     | San Francisco 49ers  | Marcus Lattimore      | RB                   | South Carolina         | SEC                  | Compensatory Pick                                               |
| 4*    | 132     | Detroit Lions        | Devin Taylor          | DE                   | South Carolina         | SEC                  | Compensatory Pick                                               |
| 4*    | 133     | Atlanta Falcons      | Levine Toilolo        | TE                   | Stanford               | Pac-12               | Compensatory Pick                                               |
| 5     | 134     | Kansas City Chiefs   | Sanders Commings      | CB                   | Georgia                | SEC                  |                                                                 |
| 5     | 135     | Jacksonville Jaguars | Denard Robinson       | RB                   | Michigan               | Big Ten              |                                                                 |
| 5     | 136     | Philadelphia Eagles  | Earl Wolff            | S                    | N.C. State             | ACC                  |                                                                 |
| 5     | 137     | Seattle Seahawks     | Jesse Williams        | DT                   | Alabama                | SEC                  | Pick von den Lions erhalten                                     |
| 5     | 138     | Seattle Seahawks     | Tharold Simon         | CB                   | LSU                    | SEC                  | Pick von den Raiders erhalten                                   |
| 5     | 139     | Indianapolis Colts   | Montori Hughes        | DT                   | UT Martin              | OVC                  | Pick von den Browns erhalten                                    |
| 5     | 140     | Arizona Cardinals    | Stepfan Taylor        | RB                   | Stanford               | Pac-12               |                                                                 |
| 5     | 141     | New York Jets        | Oday Aboushi          | OG                   | Virginia               | ACC                  |                                                                 |
| 5     | 142     | Tennessee Titans     | Lavar Edwards         | DE                   | LSU                    | SEC                  |                                                                 |
| 5     | 143     | Buffalo Bills        | Jonathan Meeks        | S                    | Clemson                | ACC                  |                                                                 |
| 5     | 144     | New Orleans Saints   | Kenny Stills          | WR                   | Oklahoma               | Big 12               |                                                                 |
| 5     | 145     | San Diego Chargers   | Steve Williams        | CB                   | California             | Pac-12               |                                                                 |
| 5     | 146     | Denver Broncos       | Quanterus Smith       | DE                   | Western Kentucky       | Sun Belt             | Pick von den Dolphins via Packers erhalten                      |
| 5     | 147     | Tampa Bay Buccaneers | Steven Means          | LB                   | Buffalo                | MAC                  |                                                                 |
| 5     | 148     | Carolina Panthers    | A. J. Klein           | LB                   | Iowa State             | Big 12               |                                                                 |
| 5     | 149     | St. Louis Rams       | Brandon McGee         | CB                   | Miami (FL)             | ACC                  |                                                                 |
| 5     | 150     | Pittsburgh Steelers  | Terry Hawthorne       | CB                   | Illinois               | Big Ten              |                                                                 |
| 5     | 151     | Dallas Cowboys       | Joseph Randle         | RB                   | Oklahoma State         | Big 12               |                                                                 |
| 5     | 152     | New York Giants      | Cooper Taylor         | S                    | Richmond               | CAA                  |                                                                 |
| 5     | 153     | Atlanta Falcons      | Stansly Maponga       | DE                   | TCU                    | Big 12               | Pick von den Bears erhalten                                     |
| 5     | 154     | Washington Redskins  | Chris Thompson        | RB                   | Florida State          | ACC                  |                                                                 |
| 5     | 155     | Minnesota Vikings    | Jeff Locke            | P                    | UCLA                   | Pac-12               |                                                                 |
| 5     | 156     | Cincinnati Bengals   | Tanner Hawkinson      | OT                   | Kansas                 | Big 12               |                                                                 |
| 5     | 157     | San Francisco 49ers  | Quinton Dial          | DE                   | Alabama                | SEC                  | Pick von den Colts erhalten                                     |
| 5     | 158     | Seattle Seahawks     | Luke Willson          | TE                   | Rice                   | C-USA                |                                                                 |
| 5     | 159     | Green Bay Packers    | Micah Hyde            | CB                   | Iowa                   | Big Ten              |                                                                 |
| 5     | 160     | St. Louis Rams       | Zac Stacy             | RB                   | Vanderbilt             | SEC                  | Pick von den Texans erhalten                                    |
| 5     | 161     | Denver Broncos       | Tavarres King         | WR                   | Georgia                | SEC                  |                                                                 |
| 5     | 162     | Washington Redskins  | Brandon Jenkins       | LB                   | Florida State          | ACC                  | Pick von den Patriots erhalten                                  |
| 5     | 163     | Chicago Bears        | Jordan Mills          | OT                   | Louisiana Tech         | WAC                  | Pick von den Falcons erhalten                                   |
| 5     | 164     | Miami Dolphins       | Mike Gillislee        | RB                   | Florida                | SEC                  | Pick von den 49ers via Browns erhalten                          |
| 5     | 165     | Detroit Lions        | Sam Martin            | P                    | Appalachian State      | SoCon                | Pick von den Ravens via Seahawks erhalten                       |
| 5*    | 166     | Miami Dolphins       | Caleb Sturgis         | K                    | Florida                | SEC                  | Compensatory Pick                                               |
| 5*    | 167     | Green Bay Packers    | Josh Boyd             | DT                   | Mississippi State      | SEC                  | Compensatory Pick                                               |
| 5*    | 168     | Baltimore Ravens     | Ricky Wagner          | OT                   | Wisconsin              | Big Ten              | Compensatory Pick                                               |
| 6     | 169     | Jacksonville Jaguars | Josh Evans            | S                    | Florida                | SEC                  |                                                                 |
| 6     | 170     | Kansas City Chiefs   | Eric Kush             | C                    | California (PA)        | PSAC                 |                                                                 |
| 6     | 171     | Detroit Lions        | Corey Fuller          | WR                   | Virginia Tech          | ACC                  |                                                                 |
| 6     | 172     | Oakland Raiders      | Nick Kasa             | TE                   | Colorado               | Pac-12               |                                                                 |
| 6     | 173     | Denver Broncos       | Vinston Painter       | OT                   | Virginia Tech          | ACC                  | Pick von den Eagles via Browns, 49ers und Packers erhalten      |
| 6     | 174     | Arizona Cardinals    | Ryan Swope            | WR                   | Texas A&M              | SEC                  |                                                                 |
| 6     | 175     | Cleveland Browns     | Jamoris Slaughter     | S                    | Notre Dame             | Ind. (FBS)           |                                                                 |
| 6     | 176     | Houston Texans       | David Quessenberry    | OT                   | San Jose State         | WAC                  | Pick von den Titans via Vikings, Cardinals und Raiders erhalten |
| 6     | 177     | Buffalo Bills        | Dustin Hopkins        | K                    | Florida State          | ACC                  |                                                                 |
| 6     | 178     | New York Jets        | William Campbell      | OG                   | Michigan               | Big Ten              |                                                                 |
| 6     | 179     | San Diego Chargers   | Tourek Williams       | DE                   | FIU                    | Sun Belt             |                                                                 |
| 6     | 180     | San Francisco 49ers  | Nick Moody            | LB                   | Florida State          | ACC                  | Pick von den Dolphins erhalten                                  |
| 6     | 181     | Oakland Raiders      | Latavius Murray       | RB                   | UCF                    | C-USA                | Pick von den Buccaneers erhalten                                |
| 6     | 182     | Carolina Panthers    | Kenjon Barner         | RB                   | Oregon                 | Pac-12               |                                                                 |
| 6     | 183     | New Orleans Saints   | Rufus Johnson         | DE                   | Tarleton State         | LSC                  |                                                                 |
| 6     | 184     | Oakland Raiders      | Mychal Rivera         | TE                   | Tennessee              | SEC                  | Pick von den Rams via Texans erhalten                           |
| 6     | 185     | Dallas Cowboys       | DeVonte Holloman      | LB                   | South Carolina         | SEC                  |                                                                 |
| 6     | 186     | Pittsburgh Steelers  | Justin Brown          | WR                   | Oklahoma               | Big 12               |                                                                 |
| 6     | 187     | Arizona Cardinals    | Andre Ellington       | RB                   | Clemson                | ACC                  | Pick von den Giants erhalten                                    |
| 6     | 188     | Chicago Bears        | Cornelius Washington  | DE                   | Georgia                | SEC                  |                                                                 |
| 6     | 189     | Tampa Bay Buccaneers | Mike James            | RB                   | Miami (FL)             | ACC                  | Pick von den Vikings erhalten                                   |
| 6     | 190     | Cincinnati Bengals   | Rex Burkhead          | RB                   | Nebraska               | Big Ten              |                                                                 |
| 6     | 191     | Washington Redskins  | Bacarri Rambo         | S                    | Georgia                | SEC                  |                                                                 |
| 6     | 192     | Indianapolis Colts   | John Boyett           | S                    | Oregon                 | Pac-12               |                                                                 |
| 6     | 193     | Green Bay Packers    | Nate Palmer           | OLB                  | Illinois State         | MVFC                 |                                                                 |
| 6     | 194     | Seattle Seahawks     | Spencer Ware          | RB                   | LSU                    | SEC                  |                                                                 |
| 6     | 195     | Houston Texans       | Alan Bonner           | WR                   | Jacksonville State     | OVC                  |                                                                 |
| 6     | 196     | Minnesota Vikings    | Jeff Baca             | OG                   | UCLA                   | Pac-12               | Pick von den Broncos via Eagles und Buccaneers erhalten         |
| 6     | 197     | Cincinnati Bengals   | Cobi Hamilton         | WR                   | Arkansas               | SEC                  | Pick von den Patriots erhalten                                  |
| 6     | 198     | Houston Texans       | Chris Jones           | DT                   | Bowling Green          | MAC                  | Pick von den Falcons via Rams erhalten                          |
| 6     | 199     | Detroit Lions        | Theo Riddick          | RB                   | Notre Dame             | Ind. (FBS)           | Pick von den 49ers via Ravens und Seahawks erhalten             |
| 6     | 200     | Baltimore Ravens     | Kapron Lewis-Moore    | DE                   | Notre Dame             | Ind. (FBS)           |                                                                 |
| 6*    | 201     | Houston Texans       | Ryan Griffin          | TE                   | Connecticut            | Big East             | Compensatory Pick                                               |
| 6*    | 202     | Tennessee Titans     | Khalid Wooten         | CB                   | Nevada                 | MW                   | Compensatory Pick                                               |
| 6*    | 203     | Baltimore Ravens     | Ryan Jensen           | OT                   | CSU–Pueblo             | RMAC                 | Compensatory Pick                                               |
| 6*    | 204     | Kansas City Chiefs   | Braden Wilson         | FB                   | Kansas State           | Big 12               | Compensatory Pick                                               |
| 6*    | 205     | Oakland Raiders      | Stacy McGee           | DT                   | Oklahoma               | Big 12               | Compensatory Pick                                               |
| 6*    | 206     | Pittsburgh Steelers  | Vince Williams        | LB                   | Florida State          | ACC                  | Compensatory Pick                                               |
| 7     | 207     | Kansas City Chiefs   | Mike Catapano         | DE                   | Princeton              | Ivy                  |                                                                 |
| 7     | 208     | Jacksonville Jaguars | Jeremy Harris         | CB                   | New Mexico State       | WAC                  |                                                                 |
| 7     | 209     | Oakland Raiders      | Brice Butler          | WR                   | San Diego State        | MW                   |                                                                 |
| 7     | 210     | Jacksonville Jaguars | Demetrius McCray      | CB                   | Appalachian State      | SoCon                | Pick von den Eagles erhalten                                    |
| 7     | 211     | Detroit Lions        | Michael Williams      | TE                   | Alabama                | SEC                  |                                                                 |
| 7     | 212     | Philadelphia Eagles  | Joe Kruger            | DE                   | Utah                   | Pac-12               | Pick von den Browns erhalten                                    |
| 7     | 213     | Minnesota Vikings    | Michael Mauti         | LB                   | Penn State             | Big Ten              | Pick von den Cardinals erhalten                                 |
| 7     | 214     | Minnesota Vikings    | Travis Bond           | OG                   | North Carolina         | ACC                  | Pick von den Bills via Seahawks erhalten                        |
| 7     | 215     | New York Jets        | Tommy Bohanon         | FB                   | Wake Forest            | ACC                  |                                                                 |
| 7     | 216     | Green Bay Packers    | Charles Johnson       | WR                   | Grand Valley State     | GLIAC                | Pick von den Titans via 49ers erhalten                          |
| 7     | 217     | Cleveland Browns     | Armonty Bryant        | DE                   | East Central           | GAC                  | Pick von den Dolphins erhalten                                  |
| 7     | 218     | Philadelphia Eagles  | Jordan Poyer          | CB                   | Oregon State           | Pac-12               | Pick von den Buccaneers erhalten                                |
| 7     | 219     | Arizona Cardinals    | D. C. Jefferson       | TE                   | Rutgers                | Big East             | Pick von den Panthers via Raiders erhalten                      |
| 7     | 220     | Seattle Seahawks     | Ryan Seymour          | OG                   | Vanderbilt             | SEC                  | Pick von den Saints erhalten                                    |
| 7     | 221     | San Diego Chargers   | Brad Sorensen         | QB                   | Southern Utah          | Big Sky              |                                                                 |
| 7     | 222     | Buffalo Bills        | Chris Gragg           | TE                   | Arkansas               | SEC                  | Pick von den Rams erhalten                                      |
| 7     | 223     | Pittsburgh Steelers  | Nicholas Williams     | DT                   | Samford                | SoCon                |                                                                 |
| 7     | 224     | Green Bay Packers    | Kevin Dorsey          | WR                   | Maryland               | ACC                  | Pick von den Cowboys via Dolphins erhalten                      |
| 7     | 225     | New York Giants      | Eric Herman           | OG                   | Ohio                   | MAC                  |                                                                 |
| 7     | 226     | New England Patriots | Michael Buchanan      | DE                   | Illinois               | Big Ten              | Pick von den Bears via Buccaneers erhalten                      |
| 7     | 227     | Cleveland Browns     | Garrett Gilkey        | OG                   | Chadron State          | RMAC                 | Pick von den Bengals via 49ers erhalten                         |
| 7     | 228     | Washington Redskins  | Jawan Jamison         | RB                   | Rutgers                | Big East             |                                                                 |
| 7     | 229     | Minnesota Vikings    | Everett Dawkins       | DT                   | Florida State          | ACC                  | Pick von den Vikings via Patriots und Buccaneers erhalten       |
| 7     | 230     | Indianapolis Colts   | Kerwynn Williams      | RB                   | Utah State             | WAC                  |                                                                 |
| 7     | 231     | Seattle Seahawks     | Ty Powell             | LB                   | Harding                | GAC                  |                                                                 |
| 7     | 232     | Green Bay Packers    | Sam Barrington        | LB                   | South Florida          | Big East             |                                                                 |
| 7     | 233     | Oakland Raiders      | David Bass            | DE                   | Missouri Western       | MIAA                 | Pick von den Texans erhalten                                    |
| 7     | 234     | Denver Broncos       | Zac Dysert            | QB                   | Miami (OH)             | MAC                  |                                                                 |
| 7     | 235     | New England Patriots | Steve Beauharnais     | LB                   | Rutgers                | Big East             |                                                                 |
| 7     | 236     | Chicago Bears        | Marquess Wilson       | WR                   | Washington State       | Pac-12               | Pick von den Falcons erhalten                                   |
| 7     | 237     | San Francisco 49ers  | B. J. Daniels         | QB                   | South Florida          | Big East             |                                                                 |
| 7     | 238     | Baltimore Ravens     | Aaron Mellette        | WR                   | Elon                   | SoCon                |                                                                 |
| 7*    | 239     | Philadelphia Eagles  | David King            | DE                   | Oklahoma               | Big 12               | Compensatory Pick                                               |
| 7*    | 240     | Cincinnati Bengals   | Reid Fragel           | OT                   | Ohio State             | Big Ten              | Compensatory Pick                                               |
| 7*    | 241     | Seattle Seahawks     | Jared Smith           | DT                   | New Hampshire          | CAA                  | Compensatory Pick                                               |
| 7*    | 242     | Seattle Seahawks     | Michael Bowie         | OT                   | Northeastern State     | MIAA                 | Compensatory Pick                                               |
| 7*    | 243     | Atlanta Falcons      | Kemal Ishmael         | S                    | UCF                    | C-USA                | Compensatory Pick                                               |
| 7*    | 244     | Atlanta Falcons      | Zeke Motta            | S                    | Notre Dame             | Ind. (FBS)           | Compensatory Pick                                               |
| 7*    | 245     | Detroit Lions        | Brandon Hepburn       | LB                   | Florida A&M            | MEAC                 | Compensatory Pick                                               |
| 7*    | 246     | San Francisco 49ers  | Carter Bykowski       | OT                   | Iowa State             | Big 12               | Compensatory Pick                                               |
| 7*    | 247     | Baltimore Ravens     | Marc Anthony          | CB                   | California             | Pac-12               | Compensatory Pick                                               |
| 7*    | 248     | Tennessee Titans     | Daimion Stafford      | S                    | Nebraska               | Big Ten              | Compensatory Pick                                               |
| 7*    | 249     | Atlanta Falcons      | Sean Renfree          | QB                   | Duke                   | ACC                  | Compensatory Pick                                               |
| 7*    | 250     | Miami Dolphins       | Don Jones             | S                    | Arkansas State         | Sun Belt             | Compensatory Pick                                               |
| 7*    | 251     | Cincinnati Bengals   | T. J. Johnson         | C                    | South Carolina         | SEC                  | Compensatory Pick                                               |
| 7*    | 252     | San Francisco 49ers  | Marcus Cooper         | CB                   | Rutgers                | Big East             | Compensatory Pick                                               |
| 7*    | 253     | New York Giants      | Michael Cox           | RB                   | UMass                  | MAC                  | Compensatory Pick                                               |
| 7*    | 254     | Indianapolis Colts   | Justice Cunningham    | TE                   | South Carolina         | SEC                  | Compensatory Pick                                               |

## Trades und aberkannte Picks
Bei den Trades bedeutet der Hinweis (VD), dass der Trade vor dem Draft abgeschlossen wurde (Vor dem Draft) und der Hinweis (D) bedeutet, dass der Trade während des Draftes abgeschlossen wurde. Wenn nicht anders angegeben, handelt es sich bei den getauschten Picks um diesjährige.

### Runde 1
1. ↑  Pick 3: Oakland Raiders → Miami Dolphins (D): Die Raiders tauschten diesen Pick gegen einen Erst- und Zweitrundenpick (12, 42) der Dolphins.
2. ↑  Pick 8: Buffalo Bills → St. Louis Rams (D): Die Bills tauschten diesen und einen Drittrundenpick (71.) gegen einen Erst-, Zweit, Dritt- und Siebtrundenpick (16., 46., 78., 222.) der Rams.
3. ↑  Pick 12: Miami Dolphins → Oakland Raiders (D): Siehe Pick 3.
4. ↑  Pick 13: Tampa Bay Buccaneers → New York Jets (VD): Die Buccaneers tauschten u. a. diesen Pick gegen Jets' CB Darrelle Revis.
5. ↑  Pick 16: St. Louis Rams → Buffalo Bills (D): Siehe Pick 8.
6. ↑  Pick 18: Dallas Cowboys → San Francisco 49ers (D): Die Cowboys tauschten diesen Pick gegen einen Erst- und Drittrundenpick (31., 74.) der 49ers.
7. ↑  Pick 22: Washington Redskins → St. Louis Rams (VD) → Atlanta Falcons (D): Die Redskins tauschten u. a. diesen Pick gegen einen Erstrundenpick 2012 der Rams. Die Rams tauschten u. a. diesen Pick gegen einen Erst-, Dritt- und Sechstrundenpick (30., 92., 198.) der Falcons.
8. ↑  Pick 25: Seattle Seahawks → Minnesota Vikings (VD): Die Seahawks tauschten u. a. diesen Pick gegen Vikings' WR Percy Harvin.
9. ↑  Pick 29: New England Patriots → Minnesota Vikings (D): Die Patriots tauschten diesen Pick gegen einen Zweit-, Dritt-, Viert- und Siebtrundenpick (52., 83., 102., 229.) der Vikings.
10. ↑  Pick 30: Atlanta Falcons → St. Louis Rams (D): Siehe Pick 22.
11. ↑  Pick 31: San Francisco 49ers → Dallas Cowboys (D): Siehe Pick 18.

### Runde 2
1. ↑  Pick 34: Kansas City Chiefs → San Francisco 49ers (VD) → Tennessee Titans (D): Die Chiefs tauschten u. a. diesen Pick gegen 49ers’ QB Alex Smith. Die 49ers tauschten diesen Pick gegen einen diesjährigen Zweit- und Siebtrundenpick (40., 216.) sowie einen Drittrundenpick 2014 der Titans.
2. ↑  Pick 37: Oakland Raiders → Cincinnati Bengals (VD): Die Raiders tauschten u. a. diesen Pick gegen Bengals’ QB Carson Palmer.
3. ↑  Pick 38: Arizona Cardinals → San Diego Chargers (D): Die Cardinals tauschten diesen Pick gegen einen Zweit- und Viertrundenpick (45., 110.) der Chargers.
4. ↑  Die Browns verloren diesen Pick, nachdem sie in der zweiten Runde des Supplemental Draft 2012 den Wide Receiver Josh Gordon ausgewählt hatte.
5. ↑  Pick 40: Tennessee Titans → San Francisco 49ers (D): Siehe Pick 34.
6. ↑  Pick 42: Miami Dolphins → Oakland Raiders (D): Siehe Pick 3.
7. ↑  Den Saints wurde dieser Pick als Strafe für den so genannte Bountygate-Skandal aberkannt.
8. ↑  Pick 45: San Diego Chargers → Arizona Cardinals (D): Siehe Pick 38.
9. ↑  Pick 46: St. Louis Rams → Buffalo Bills (D): Siehe Pick 8.
10. ↑  Pick 52: Minnesota Vikings → New England Patriots (D): Siehe Pick 29.
11. ↑  Pick 54: Indianapolis Colts → Miami Dolphins (VD): Die Colts tauschten diesen Pick gegen Dolphins' CB Vontae Davis.
12. ↑  Pick 55: Green Bay Packers → San Francisco 49ers (D): Die Packers tauschten diesen Pick gegen einen Zweit- und Sechstrundenpick (61., 173.) der 49ers.
13. ↑  Pick 56: Seattle Seahawks → Baltimore Ravens (D): Die Seahawks tauschten diesen Pick gegen einen Zweit-, Fünft- und Sechstrundenpick (62., 165., 199.) der Ravens.
14. ↑  Pick 61: San Francisco 49ers → Green Bay Packers (D): Siehe Pick 55.
15. ↑  Pick 62: Baltimore Ravens → Seattle Seahawks (D): Siehe Pick 56.

### Runde 3
1. ↑  Pick 71: Buffalo Bills → St. Louis Rams (D): Siehe Pick 8.
2. ↑  Pick 74: Carolina Panthers → San Francisco 49ers (VD) → Dallas Cowboys (D): Die Panthers tauschten u. a. diesen Pick gegen einen Viertrundenpick 2012 der 49ers. Für SF → DAL siehe Pick 18.
3. ↑  Pick 78: St. Louis Rams → Buffalo Bills (D): Siehe Pick 8.
4. ↑  Pick 82: Chicago Bears → Miami Dolphins (PD) → New Orleans Saints (D): Die Bears tauschten u. a. diesen Pick gegen Dolphins' WR Brandon Marshall. Die Dolphins tauschten diesen Pick gegen zwei Viertrundenpicks (106., 109.) der Saints.
5. ↑  Pick 83: Minnesota Vikings → New England Patriots (D): Siehe Pick 29.
6. ↑  Pick 88: Green Bay Packers → San Francisco 49ers (D): Die Packers tauschten diesen Pick gegen einen Dritt- und Siebtrundenpick (93., 216.) der 49ers.
7. ↑  Pick 92: Atlanta Falcons → St. Louis Rams (D): Siehe Pick 22.
8. ↑  Pick 93: San Francisco 49ers → Green Bay Packers (D) → Miami Dolphins (D): Für SF → GB siehe Pick 88. Die Packers tauschten diesen Pick gegen einen Viert-, Fünft- und Siebtrundenpick (109., 146., 224.) der Dolphins.

### Runde 4
1. ↑  Pick 98: Jacksonville Jaguars → Philadelphia Eagles (D): Die Jaguars tauschten diesen Pick gegen einen Viert- und Siebtrundenpick (101., 210.) der Eagles.
2. ↑  Pick 100: Oakland Raiders → Tampa Bay Buccaneers (D): Die Raiders tauschten diesen Pick gegen einen Viert- und Sechstrundenpick (112., 181.) der Buccaneers.
3. ↑  Pick 101: Philadelphia Eagles → Jacksonville Jaguars (D): Siehe Pick 98.
4. ↑  Pick 102: Detroit Lions → Minnesota Vikings (VD) → New England Patriots (D): Die Lions tauschten u. a. diesen Pick gegen Vikings' LB Tahir Whitehead sowie einen Fünft- und Siebtrundenpick 2012. Für MIN → NE siehe Pick 29.
5. ↑  Pick 104: Cleveland Browns → Miami Dolphins (D): Die Browns tauschten u. a. diesen Pick gegen Dolphins' WR Davone Bess sowie einen Viert- und Siebstrundenpick (111., 217.)
6. ↑  Pick 106: New York Jets → New Orleans Saints (D) → Miami Dolphins (D): Die Jets tauschten diesen Pick gegen Saints' RB Chris Ivory. Für NO → MIA siehe Pick 82.
7. ↑  Pick 109: New Orleans Saints → Miami Dolphins (D) → Green Bay Packers (D): Für NO → MIA siehe Pick 82. Für MIA → GB siehe Pick 93.
8. ↑  Pick 110: San Diego Chargers → Arizona Cardinals (D) → New York Giants (D): Für SD → ARI siehe Pick 38. Die Cardinals tauschten diesen Pick gegen einen Viert- und Sechstrundenpick (116., 187.) der Giants.
9. ↑  Pick 111: Miami Dolphins → Cleveland Browns (D) → Pittsburgh Steelers (D): Für MIA → CLE siehe Pick 104. Die Browns tauschten diesen Pick gegen einen Drittrundenpick 2014 der Steelers.
10. ↑  Pick 112: Tampa Bay Buccaneers → Oakland Raiders (D): Siehe Pick 100.
11. ↑  Pick 116: New York Giants → Arizona Cardinals (D): Siehe Pick 110.
12. ↑  Pick 125: Denver Broncos → Green Bay Packers (D): Die Broncos tauschten diesen Pick gegen einen Fünft- und Sechstrundenpick (146., 173.) der Packers.
13. ↑  Pick 126: New England Patriots → Tampa Bay Buccaneers (VD): Die Patriots tauschten diesen Pick gegen Buccaneers' CB Aqib Talib und einen Siebtrundenpick (226.).

### Runde 5
1. ↑  Pick 137: Detroit Lions → Seattle Seahawks (D): Die Lions tauschten diesen Pick gegen einen Fünft- und Sechstrundenpick (165., 199.) der Seahawks.
2. ↑  Pick 138: Oakland Raiders → Seattle Seahawks (VD): Die Raiders tauschten u. a. diesen Pick gegen Seahawks' LB Aaron Curry.
3. ↑  Pick 139: Cleveland Browns → Indianapolis Colts (D): Die Browns tauschten diesen Pick gegen einen Viertrundenpick 2014 der Colts.
4. ↑  Pick 146: Miami Dolphins → Green Bay Packers (D) → Denver Broncos (D): Für MIA → GB siehe Pick 93. Für GB → DEN siehe Pick 125.
5. ↑  Pick 153: Chicago Bears → Atlanta Falcons (D): Die Bears tauschten diesen Pick gegen einen Fünft- und Siebtrundenpick (163., 236.) der Falcons.
6. ↑  Pick 157: Indianapolis Colts → San Francisco 49ers (VD): Die Colts tauschten u. a. diesen Pick gegen einen Drittrundenpick 2012 der 49ers.
7. ↑  Pick 160: Houston Texans → St. Louis Rams (D): Die Texans tauschten diesen Pick gegen zwei Sechstrundenpicks (184., 198.) der Rams.
8. ↑  Pick 162: New England Patriots → Washington Redskins (VD): Die Patriots tauschten diesen Pick gegen Redskins' DL Albert Haynesworth.
9. ↑  Pick 163: Atlanta Falcons → Chicago Bears (D): Siehe Pick 153.
10. ↑  Pick 164: San Francisco 49ers → Cleveland Browns (VD) → Miami Dolphins (D): Die 49ers tauschten u. a. diesen Pick gegen Browns' QB Colt McCoy und einen Sechstrundenpick (173.) Für CLE → MIA siehe Pick 104.
11. ↑  Pick 165: Baltimore Ravens → Seattle Seahawks (D) → Detroit Lions (D): Für BAL → SEA siehe Pick 56. Für SEA → DET siehe Pick 137.

### Runde 6
1. ↑  Pick 173: Philadelphia Eagles → Cleveland Browns (VD) → San Francisco 49ers (VD) → Green Bay Packers (D) → Denver Broncos (D): Die Eagles tauschten diesen Pick gegen Browns' S David Sims und einen Siebtrundenpick (173.). Für CLE → SF siehe Pick 164. Für SF → GB siehe Pick 55. Für GB → DEN sieh Pick 125.
2. ↑  Pick 176: Tennessee Titans → Minnesota Vikings (VD) → Arizona Cardinals (VD) → Oakland Raiders (VD) → Houston Texans (D): Die Titans tauschten diesen Pick gegen einen Siebtrundenpick 2012 der Vikings. Die Vikings tauschten diesen Pick gegen Cardinals' CB A. J. Jefferson und einen Siebtrundenpick (213.). Die Cardinals tauschten u. a. diesen Pick gegen Raiders' QB Carson Palmer und einen Siebtrundenpick (219.). Die Raiders tauschten diesen Pick gegen einen Sechst- und Siebtrundenpick (184., 233.) der Texans.
3. ↑  Pick 180: Miami Dolphins → San Francisco 49ers (VD): Die Dolphins tauschten u. a. diesen Pick gegen einen Viertrundenpick 2012 der 49ers.
4. ↑  Pick 181: Tampa Bay Buccaneers → Oakland Raiders (D): Siehe Pick 100.
5. ↑  Pick 184: St. Louis Rams → Houston Texans (D) → Oakland Raiders (D): Für STL → HOU siehe Pick 160. Für HOU → OAK siehe Pick 176.
6. ↑  Pick 187: New York Giants → Arizona Cardinals (D): Siehe Pick 110.
7. ↑  Pick 189: Minnesota Vikings → Tampa Bay Buccaneers (D): Die Vikings tauschten diesen Pick gegen einen Sechst- und Siebtrundenpick (196., 229.) der Buccaneers.
8. ↑  Pick 196: Denver Broncos → Philadelphia Eagles (VD) → Tampa Bay Buccaneers (VD) → Minnesota Vikings (D): Die Broncos tauschten diesen Pick gegen Eagles' DT Brodrick Bunkley. Die Eagles tauschten u. a. diesen pick gegen Buccaneers' WR Arrelious Benn und einen Siebtrundenpick (218.). Für TB → MIN siehe Pick 189.
9. ↑  Pick 197: New England Patriots → Cincinnati Bengals (VD): Die Patriots tauschten u. a. diesen Pick gegen Bengals' WR Chad Johnson.
10. ↑  Pick 198: Atlanta Falcons → St. Louis Rams (D) → Houston Texans (D): Für ATL → STL siehe Pick 22. Für STL → HOU siehe Pick 160.
11. ↑  Pick 199: San Francisco 49ers → Baltimore Ravens (VD) → Seattle Seahawks (D) → Detroit Lions (D): Die 49ers tauschten diesen Pick gegen Ravens' WR Anquan Boldin. Für BAL → SEA siehe Pick 56. Für SEA → DET siehe Pick 137.

### Runde 7
1. ↑  Pick 210: Philadelphia Eagles → Jacksonville Jaguars (D): Siehe Pick 98.
2. ↑  Pick 212: Cleveland Browns → Philadelphia Eagles (VD): Siehe Pick 173.
3. ↑  Pick 213: Arizona Cardinals → Minnesota Vikings (VD): Siehe Pick 176.
4. ↑  Pick 214: Buffalo Bills → Seattle Seahawks (VD)→ Minnesota Vikings (VD): Die Bills tauschten diesen Pick gegen Seahawks' QB Tarvaris Jackson. Für SEA → MIN siehe Pick 25.
5. ↑  Pick 216: Tennessee Titans → San Francisco 49ers (D) → Green Bay Packers (D): Für TEN → SF siehe Pick 34. Für SF → GB siehe Pick 88.
6. ↑  Pick 217: Miami Dolphins → Cleveland Browns (D): Siehe Pick 104.
7. ↑  Pick 218: Tampa Bay Buccaneers → Philadelphia Eagles (VD): Siehe Pick 196.
8. ↑  Pick 219: Carolina Panthers → Oakland Raiders (VD) → Arizona Cardinals (VD): Die Panthers tauschten diesen Pick gegen Raiders' WR Louis Murphy. Für OAK → ARI siehe Pick 176.
9. ↑  Pick 220: New Orleans Saints → Seattle Seahawks (VD): Die Saints tauschten diesen Pick gegen Seahawks' LB Barrett Ruud.
10. ↑  Pick 222: St. Louis Rams → Buffalo Bills (D): Siehe Pick 8.
11. ↑  Pick 224: Dallas Cowboys → Miami Dolphins (VD) → Green Bay Packers (D): Die Cowboys tauschten diesen Pick gegen Dolphins' OL Ryan Cook. Für MIA → GB siehe Pick 93.
12. ↑  Pick 226: Chicago Bears → Tampa Bay Buccaneers (VD) → New England Patriots (VD): Die Bears tauschten diesen Pick gegen Buccaneers' DT Brian Price. Für TB → NE siehe Pick 126.
13. ↑  Pick 227: Cincinnati Bengals → San Francisco 49ers (VD) → Cleveland Browns (VD): Die Bengals tauschten diesen Pick gegen 49ers' S Taylor Mays. Für SF → CLE siehe Pick 164.
14. ↑  Pick 229: Minnesota Vikings → New England Patriots (D) → Tampa Bay Buccaneers (D) → Minnesota Vikings (D): Für MIN → NE siehe Pick 29. Die Patriots tauschten u. a. diesen Pick gegen Buccaneers' RB LeGarrette Blount. Für TB → MIN siehe Pick 189.
15. ↑  Pick 233: Houston Texans → Oakland Raiders (D): Siehe Pick 176.
16. ↑  Pick 236: Atlanta Falcons → Chicago Bears (D): Siehe Pick 153.

## Supplemental Draft
Der Supplemental Draft fand am 11. Juli 2013 statt. Insgesamt waren sechs Spieler auswahlberechtigt, von denen keiner von einem der 32 Teams ausgewählt wurde.

## Übersicht

### Nach Position
| Offense: - 27 Wide Receiver - 24 Runningbacks - 18 Offensive Tackles - 18 Offensive Guards - 12 Quarterbacks - 16 Tight Ends - 04 Centers - 03 Fullbacks | Defense: - 30 Defensive Ends - 29 Cornerbacks - 27 Linebackers - 23 Safeties - 19 Defensive Tackles | Special Teams: - 2 Kicker - 2 Punter |

### Nach College
Angegeben sind alle Colleges, von denen mehr als ein Spieler ausgewählt wurde.
| Picks | College |
| ----- | --- |
| 11    | Florida State |
| 19    | Alabama, LSU |
| 18    | Florida, Georgia |
| 17    | Rutgers, South Carolina |
| 16    | Notre Dame, Oklahoma |
| 15    | Connecticut, North Carolina, Oregon, Texas A&M |
| 14    | Arkansas, California, Clemson, Illinois, Tennessee, UCLA, USC |
| 13    | Kansas State, Michigan State, Mississippi State, N.C. State, Ohio State, Penn State, San Diego State, South Florida, Stanford, Syracuse, Texas, West Virginia, Wisconsin                  |
| 12    | Appalachian State, Colorado, FIU, Iowa State, Louisiana Tech, Miami (FL), Michigan, Missouri, Nebraska, Nevada, Oregon State, Rice, TCU, UCF, Utah, Utah State, Vanderbilt, Virginia Tech |